# 이원등
이원등(李源登, 1935년 6월 25일 ~ 1966년 2월 4일)은 대한민국의 군인이자 육군 스카이다이버였다. 대한민국 육군 제1공수특전여단 중사로 재직 중 고공 강하 훈련을 하다가 낙하산 추락 사고로 사망했다.

## 생애
1935년 경상북도 경주군에서 출생하였고 지난날 한때 경상북도 상주군에서 잠시 유아기를 보낸 적이 있는 그는 1959년 육군 공수특전단에 배치되어 공수기본 6기 교육을 수료하고 1961년 미국 포트리 육군군사방위학교에서 낙하산 정비교육을 수료하였다. 1966년 2월 4일 고공침투 낙하조장(중사)으로 한강 백사장에서 고공 강하 훈련을 하고 있던 도중 한 동료의 낙하산이 고장이 나 낙하산을 펴지 못하고 그대로 추락하고 있는 것을 발견하여, 지체없이 정확하게 몸을 날려 동료에게 접근, 낙하산을 고쳐 산개시켜주고, 이탈하는 순간 강렬하게 전개되는 동료의 주 낙하산 줄에 걸려 오른 팔이 부러졌을 뿐만아니라 이미 지상에 너무 접근하여 자신의 낙하산을 산개할 최소한의 시간적 여유가 없이 2미터 두께의 한강 얼음판에 추락, 사망하였다.
사후 대한민국 육군에서는 그의 군인 정신을 기려 그를 상사로 1계급 특진을 추서하였고, 1966년 2월 16일 고 이원등 상사 기념사업 위원회를 구성하였으며 1966년 6월 9일 한강 중지도에 동상을 세웠고 1966년 7월 1일 영남상업고등학교에서 명예 졸업장이 추서되었다. 시신은 국립서울현충원 제53묘역 30531번 묘에 안장되어있다.

### 학력
- 1948년 경상북도 경주 월성국민학교 졸업
- 1951년 경상남도 부산 해동중학교 졸업
- 1952년 경상남도 부산 영남상업고등학교 중퇴(사후 명예 졸업)
- 1956년 미국 육군포병학교 수료
- 1959년 미국 육군보병학교 수료
- 1961년 미국 육군군사방위학교 수료
- 1963년 대한민국 육군정훈학교 수료
- 1963년 대한민국 육군종합행정학교 수료
- 1964년 대한민국 육군정보학교 수료
- 1965년 대한민국 육군보병학교 수료

## 같이 보기
- 이인호
- 송서규
- 강재구
- 지덕칠
- 대한민국 육군 특수전사령부

## 참고 자료
- 장현민 (2012년 7월 18일). “내가 죽어서 네가 산다면 무엇이 두려우랴”. 국방일보. 2014년 4월 24일에 확인함.[깨진 링크(과거 내용 찾기)]
- 손호진 (2006년 1월 10일). “노들섬 고 이원등 상사를 아시나요?”. 오마이뉴스. 2011년 10월 27일에 확인함.
- “하늘의 꽃 이원등 상사,”. 대한민국 육군 특수전 사령부. 2016년 3월 4일에 원본 문서에서 보존된 문서. 2011년 10월 27일에 확인함.
- “이원등 상사”. 국립서울현충원. 2011년 10월 27일에 확인함.[깨진 링크(과거 내용 찾기)]